# Urbie Green
Urban Clifford 'Urbie' Green (Mobile, 8 augustus 1926 - Hellertown, 31 december 2018) was een Amerikaanse jazztrombonist.

## Carrière
Urbie Green kreeg als kind pianoles van zijn moeder. Op 12-jarige leeftijd begon hij net als zijn beide oudere broers trombone te spelen. Toentertijd hoorde hij de muziek van bekende trombonisten als Tommy Dorsey, J.C. Higginbotham, Jack Jenny, Jack Teagarden en Trummy Young. Het meest werd hij beïnvloed door de trompettist Dizzy Gillespie en de saxofonisten Charlie Parker en Lester Young. Verdere invloeden waren de zang van Perry Como en Louis Armstrong. Op 15-jarige leeftijd begon Greens professionele muziekcarrière. Eerst speelde hij in Tommy Reynolds band in Californië, voordat hij voor een tijdje meespeelde bij Bob Strong en Frankie Carle.
In 1947 werd Green lid bij Gene Krupa en zijn orkest en in 1950 bij Woody Hermans derde Thundering Herd Big Band, waar hij speelde naast zijn broer Jack. In 1954 werd hij onderscheiden met de 'New Star Critics Award' van het muziekmagazine DownBeat. Na zijn verhuizing naar New York in 1953 vestigde hij zijn naam als een van de meest gevraagde trombonisten. Hij werd meermaals gekozen door de National Academy of Recording Arts and Sciences tot 'meest waardevolle speler'. Green heeft met bijna alle bekende jazzgrootheden van de jaren 1950 en 1960 opnamen gemaakt. Verder leidde hij eigen bands en toerde hij als solist met verschillende bands, onder andere bij Benny Goodman, Count Basie en Tommy Dorseys orkest na diens overlijden in 1956. Hij nam met de veelbetekenende producent Enoch Light voor Command Records en Project 3 albums op, die waarschijnlijk zijn meest bekende zijn, waaronder The Persuasive Trombone of Urbie Green en 21 Trombones.
Tijdens de jaren 1970 begon Green nieuwigheden op zijn instrument te ontwikkelen. Hij ontwikkelde een mondstuk voor Jet Tone (memento van 10 oktober 2003 in het Internet Archive) en samen met Martin Brass verbeteringen aan het instrument zelf. Verder begon hij te experimenteren met een 'Green Monster', een trombone van King Instruments met ingebouwde elektronica voor octaaf- en hall-effecten. Een van zijn beste opnamen uit die tijd zijn die met Enoch Light en The Light Brigade, Dick Hyman, Maynard Ferguson en Doc Severinsen. Na de zeer productieve jaren met Light veranderde Greens speelstijl een weinig. Bij zijn opnamen met CTI Records kwam de begeleidingsband meer tot zijn recht en minder de solist Green.
Sinds de jaren 1980 heeft Green nog slechts de twee livealbums Just Friends en Sea Jam Blues opgenomen.
Urbie Green is bekend voor zijn zachte en warme sound, zelfs in de hoogste toonlagen. Bovendien beschikte hij over een techniek, die door velen werd geprezen als feilloos.

## Privéleven en overlijden
Ten slotte bracht Green de meeste tijd door met zijn echtgenote en jazzzangeres Kathy in de regio Pocono van Pennsylvania. Ze hebben twee kinderen Jesse en Casey. Green gaf nog steeds in september concerten bij het Celebration of the Arts (COTA) Festival in Delaware Water Gap, niet ver van zijn woonplaats. In 1955 werd hij opgenomen in de Alabama Jazz Hall of Fame.
Urbie Green overleed op 31 december 2018 op 92-jarige leeftijd.

## Discografie
- 1953: New Faces, New Sounds (Blue Note Records)
- 1954: Urbie Green Septet (Blue Note Records)
- 1955: Blues and Other Shades of Green (Blue Note Records)
- 1955: The Melodic Tones of Urbie Green (Bethlehem)
- 1955: East Coast Jazz, Volume 6 (Bethlehem)
- 1955: The Lyrical Language of Urbie Green (Bethlehem)
- 1955: The Melodic Tones of Urbie Green (Vanguard Records)
- 1955: Urbie Green and His Band (Vanguard Records)
- 1955: Blues and Other Shades of Green (Paramount Records)
- 1955: All About Urbie Green (Paramount Records)
- 1957: Urbie Green Octet / Slidin' Swing (Jazztone)
- 1957: Let's Face the Music and Dance (RCA Records)
- 1958: Best of New Broadway Show Hits (RCA Records)
- 1960: The Persuasive Trombone of Urbie Green (Command)
- 1961: The Persuasive Trombone of Urbie Green Volume 2 (Command)
- 1963: Urbie Green and His 6-tet (Command)
- 1967: 21 Trombones (Project 3)
- 1967: 21 Trombones Volume 2 (Project 3)
- 1971: Green Power (Project 3)
- 1972: Bein' Green (Project 3)
- 1974: Urbie Green's Big Beautiful Band (Project 3)
- 1976: The Fox (CTI)
- 1977: Seńor Blues (CTI)
- 1978: Live at Rick's Cafe American (Flying Fish)
- 1981: Just Friends (E.J.)
- 1995: Sea Jam Blues (Chiaroscuro Records)

- Biblioteca Nacional de España: XX4578817
- Bibliothèque nationale de France: cb13894699b (data)
- Gemeinsame Normdatei: 13439027X
- International Standard Name Identifier: 0000 0001 1682 2437
- Library of Congress Control Number: n91089271
- MusicBrainz: ac98c2cf-4ad8-4b54-9410-be7ec436f228
- Nationale Bibliotheek van Israël: 987009347715605171
- Nederlandse Thesaurus van Auteursnamen: 097846627
- Istituto Centrale per il Catalogo Unico: UBOV526118
- Système universitaire de documentation: 250031000
- Virtual International Authority File: 86724218
- WorldCat: E39PBJgxvkXBtCdfdbPwDm4pfq